# Várallyai György
Várallyai György (Kisgeresd, 1900. január 1. – Mosonmagyaróvár, 1954. augusztus 7.) agrokémikus, vegyészmérnök.

## Élete
Gimnáziumi tanulmányait Sopronban végezte[forrás?], majd a Műegyetemen 1923-ban vegyészmérnöki diplomát szerzett. Dolgozott a kaposvári cukorgyár laboratóriumában, és 1928-tól az Országos Kémiai Intézetben. Vezette a soproni, majd a debreceni talajtani laboratóriumot. 1936-ban a jeles növénytermelési szakember, Dworák Lajos hívására[forrás?] Magyaróvárra jött, és az Országos Növénytermelési Kísérleti Intézetben folytatta talajtani kutatásait egészen az intézet 1948. évi átszervezéséig. Ezt követően az ugyancsak Óváron életre hívott Mezőgazdasági Kísérleti Intézetben az agrokémiai osztály vezetésével bízták meg. Munkássága a talajerőpótlással kapcsolatos vizsgálatokra és a talajtérképezés problémáira terjedt ki. Több könyvével a gazdák szakszerű trágyázási ismereteit bővítette. 1954. augusztus 7-én Mosonmagyaróváron halt meg, sírja az óvári temetőben van. A városban utcát neveztek el róla.[forrás?]

## Főbb művei
- Talajjavítások meszezéssel. Magyaróvár, 1947
- Több és jobb trágyát. Magyaróvár, 1948